# Ris, Puy-de-Dôme
Ris là một xã thuộc tỉnh Puy-de-Dôme trong vùng Auvergne-Rhône-Alpes miền trung nước Pháp. Xã này nằm ở khu vực có độ cao trung bình 300 mét trên mực nước biển.